# Siolius clayae
Siolius clayae is een keversoort uit de familie diksprietwaterkevers (Noteridae). De wetenschappelijke naam van de soort werd in 1969 gepubliceerd door John Balfour-Browne.